# Diaphorina chobauti
Diaphorina chobauti är en insektsart som beskrevs av Puton 1898. Diaphorina chobauti ingår i släktet Diaphorina och familjen rundbladloppor.
Artens utbredningsområde är Iran. Inga underarter finns listade i Catalogue of Life.